# 鄂西小檗
鄂西小檗（学名：Berberis zanlanscianensis）为小檗科小檗属的植物，为中国的特有植物。分布在中国大陆的四川、湖北等地，生长于海拔1,400米至1,700米的地区，常生于林下、山坡路旁和灌丛中，目前尚未由人工引种栽培。

## 别名
西南小檗（湖北植物志）